# Грінфілд (Міссурі)
Грінфілд (англ. Greenfield) — місто (англ. city) в США, в окрузі Дейд штату Міссурі. Населення — 1220 осіб (2020).

## Географія
Грінфілд розташований за координатами 37°24′58″ пн. ш. 93°50′34″ зх. д. / 37.41611° пн. ш. 93.84278° зх. д. (37.416084, -93.842883).  За даними Бюро перепису населення США в 2010 році місто мало площу 2,95 км², з яких 2,94 км² — суходіл та 0,00 км² — водойми.

## Демографія
Згідно з переписом 2010 року, у місті мешкала 1371 особа в 600 домогосподарствах у складі 336 родин. Густота населення становила 465 осіб/км².  Було 709 помешкань (241/км²).
Расовий склад населення:
| - 95,6 % — білих - 1,1 % — корінних американців - 0,8 % — чорних або афроамериканців - 0,1 % — вихідців з тихоокеанських островів - 0,1 % — азіатів |

До двох чи більше рас належало 2,0 %. Частка іспаномовних становила 2,4 % від усіх жителів.
За віковим діапазоном населення розподілялося таким чином: 23,1 % — особи молодші 18 років, 53,0 % — особи у віці 18—64 років, 23,9 % — особи у віці 65 років та старші. Медіана віку мешканця становила 43,5 року. На 100 осіб жіночої статі у місті припадало 89,4 чоловіків;  на 100 жінок у віці від 18 років та старших — 83,3 чоловіків також старших 18 років.
Середній дохід на одне домашнє господарство  становив 31 798 доларів США (медіана — 24 350), а середній дохід на одну сім'ю — 39 934 долари (медіана — 32 600). За межею бідності перебувало 27,7 % осіб, у тому числі 31,9 % дітей у віці до 18 років та 14,3 % осіб у віці 65 років та старших.
Цивільне працевлаштоване населення становило 411 осіб. Основні галузі зайнятості: освіта, охорона здоров'я та соціальна допомога — 23,8 %, виробництво — 18,7 %, роздрібна торгівля — 14,4 %.